# Amigos a Gyerekekért Alapítvány
Az Amigos a gyerekekért Alapítvány kórházban fekvő beteg gyerekeket segítő nonprofit szervezet. Az önkéntesek, azaz az Amigók, tartósan beteg gyerekeket látogatnak kórházakban, és nyelvtanulással, játékkal motiválják őket a gyógyulásra. A szervezet megálmodója Forgács-Fábián Sára gyerekkori betegségéből felépülve döntötte el, hogy segíteni szeretne a kórházban fekvő gyerekeknek, hogy a bent töltött idő alatt se szakadjanak ki teljesen a közösségből.
A csapat tagjai jelenleg 20 kórházi egységet látogatnak összesen 6 városban, Budapesten, Debrecenben, Szegeden, Szombathelyen, Pécsen és Miskolcon. A szervezet missziója, hogy egy nap minden beteg gyermek mellett legyen egy Amigo.

## Céljuk
Az Amigos a gyerekekért Alapítvány egyetemistákból álló önkéntes szervezet. Céljuk, hogy a súlyosan beteg gyerekeket motiválják a gyógyulásra. 
Tevékenységük 4 alappilléren nyugszik:  nyelvtanulás, játék, kézműveskedés és barátság. Az önkéntesek igyekeznek példát mutatni a gyerekeknek, hiszen mint egyetemisták, ők is tanulnak, ugyanakkor a kisebb korkülönbség miatt barátként foglalkoznak velük. A szervezet 2024 tavaszától már Magyarország összes gyermekonkonkológiai központjába eljutott, de hosszútávú céljuk, hogy minden olyan gyermekkórházban jelen legyenek az önkénteseik, ahol szükség van az Amigókra.

## Történetük

### Kezdetek
Az Amigos a gyerekekért Alapítványt 2014-ben alapította Forgács-Fábián Sára 10 közeli barátjával, először a Tűzoltó utcai Gyermekklinika szavazott nekik bizalmat. Fő tevékenységüknek a nyelvtanítást választották, amelyet heti rendszerességgel játékos formában próbáltak átadni a gyerekeknek. Hamar előkerültek az angol szócetlik, a német olvasmányok és olyan különleges nyelveken is megtanultak számolni a gyerkőcök, mint a spanyol és az olasz. Az egyetemista önkéntesek magukat Amigóknak kezdték el hívni, ami spanyolul barátot jelent, asszociálva arra, hogy a csapat is barátokból áll és barátként mennek a kórházba a gyerekekhez.

### Növekedés időszaka
Egy fél év múlva a bővülés mellett döntött a társaság. 2015-ra már 16 egyetemista látogatott 3 klinikát.  2016-ban vált a szervezet alapítvánnyá, továbbá újabb 18 fővel bővült a társaság, immáron 34 fő látogatta a kórházak osztályait. Ahogyan az önkéntesek száma úgy a kórházak száma is bővült. A Tűzoltó utcai kórház után, a Szent László, a és az I-es számú gyermekklinika is bizalmába fogadta az Amigost. Ebben az évben elindult egy hagyomány, amit a mai napig meghatározó része a szervezetnek. Minden legalább fél évet önkénteskedő Amigo megkapja a büszkén viselt zöld pulcsiját.  2017-ben újabb kórházzal bővült a repertoár, a Bethesda Gyermekklinikát látogatják azóta is rendszeresen Amigók. Ebben az évben már 52 lelkes egyetemista motiválta a gyerekeket gyógyulásra.

### Szervezeti változások, szakmaiság
Az Alapítvány növekedését Amigókból kikerült munkavállalók segítették, logisztikai, kommunikációs és adományszervező téren. Megrendezésre került ebben az évben a ma már hagyománnyá vált szakmai tábor az Amigók tudásának bővítése érdekében. Ide az Amigos meghívására orvosok, gyógypedagógusok, pszichológusok vettek részt azért, hogy a kórházba járó Amigók még többet nyújthassanak a gyerekeknek.

### Terjeszkedés
A 2018-as évet további bővülés és haladás jellemezte. Elindult az első vidéki Amigos csapat Szegeden, valamint az Appy Centrum befogadta az alapítványt, mely amellett, hogy lehetővé teszi a munkavállalók fizikai jelenlétét, szakmai segítséggel és a többi civil szervezet jelenlétével a tudásmegosztást is lehetővé teszi.  Továbbá az önkéntesek VR szemüvegekkel bővíthették a foglalkozásaik színvonalát, melyek segítségével távoli helyek kultúráját ismerhették meg a gyerekek. 2019-ben újabb két vidéki városban is elindult az Amigos, Debrecenben és Szombathelyen, így még több gyerekhez értek el az önkéntesek.

### Diverzifikáció
A 2020-ra összesen 170 Amigo járta a kórházak falait 4 városban, azonban ez az év és a COVID-19 felülírta az addigi működést és új megoldási lehetőségek kutatására biztatta a szervezet tagjait. A fő tevékenységüket, a kórházba járást mellőzniük kellett, azonban ennek okán 4 nagyobb projekt indulhatott el online. Az Amigos Online során otthon, vagy kórházban gyógyuló beteg gyermekek felépülését segítik az önkéntesek a már jól bevált Amigos módszerrel: játékos formában való tanulással, és idegen nyelvek megismertetésével. Az Amigos Extra keretein belül az Amigók heti rendszerességgel foglalkoznak érettségiző diákokkal és segítik őket a felkészülésben, legyen szó idegen nyelvekről, matematikáról, történelemről, biológiáról, vagy informatikáról. Az Amigos Mini programban készségfejlesztő kiscsoportos kreatív foglalkozásokat tartanak 6-12 éves gyerekeknek. Végül pedig a TanulTablet mentorprogramjuk berkein belül 20 tabletet és pártfogolást biztosítanak 4 hónapra 20 lelkes 6-14 év közötti gyereknek, hogy segítsék őket egy kitűzött céljuk elérésében. Ebben az évben megjelent az Amigos POKET könyv: a lelkes írók egy irodalmi pályázatban érdemelték ki helyüket a könyvben, korlenyomatot alkotva a pandémia időszakáról, az Amigos önkénteseinek és a gyerekeknek rajzaival díszítve.

### Stabilizálás és folytonos megújulás
A kórházba hamarabb térhettek vissza, mint azt gondolták volna: 2021-ben Budapesten 2 kórház oltópontjára csatlakoztak be, és az év során több, mint 50 alkalommal segítették az önkéntesek az oltási folyamatot különböző adminisztrációs, illetve logisztikai tevékenységekkel. Tavasszal elindították az Amigos Kalandort, melyben általános iskolás gyerekek kapcsolódhattak be egy kiscsoportos online foglalkozásba. 2 Amigo vezetésével 10 héten át 5 országba kalandozhattak el egy izgalmas meseanyag segítségével és a francia, angol, olasz, német és spanyol nyelv és kultúra szépségeivel ismerkedhettek meg. Tovább folytatódott a bővülés időszaka: az évben megkezdték a kórházi osztályok látogatását az Országos Mentális, Ideggyógyászati, és Idegsebészeti Intézetben és az ötödik vidéki városban, Pécsen is elindult az Amigos. Képzéssorozatukban megtartották az Amigos workshopokat, melyben a sztorialapú játékos oktatásról meséltek. A nyár folyamán visszatérhettek a kórházakba, azonban az online programokat fenntartva rugalmasan váltottak újra az online működésre ősszel.
2022-ben megalkották a KALANDobozzt, mellyel olyan kórházakban is segíteni tudják a gyerekeket, ahol személyesen még nem lehetnek jelen. A KALANDobOZZ egy integrált eszköz, felfedező doboz és játékos utazás, mely saját készítésű fejlesztő füzeteket, foglalkozásokat és játékokat tartalmaz. 2022 őszén 1000 beteg gyermekhez, 9 városba jutott el ilyen varázsdoboz, két korosztályra bontva. Ebben az évben Budapesten a Gottsegen György Országos Karidiovaszkuláris Intézet gyermekosztályán, illetve a pécsi endokrinológiai osztályon is elindultak a kórházi látogatások. 752 foglalkozás során, több, mint 1070 gyermeket látogattak meg az alapítvány önkéntesei.
2023-ban a KALANDobozz továbbfejlesztett változata 18 kórházba és 1500 gyermekhez juttatta el a játékos nyelvtanulás. Az UEFA Foundation által támogatott Amigos Alapítvány ebben az évben létrehozta az Egy pályán a nagyokkal! focis munkafüzetet, illetve játékoskísérőként már gyógyult gyermekeket vittek a budapesti Európa-liga-döntőre. Közel 1700 gyermekkel foglalkoztak személyesen és több, mint 9000 játékos ajándékot küldtek 50 egészségügyi intézménybe Magyarországon.

## Csapat
A csapat az ország különböző pontjain látogatja a kórházban fekvő  gyerekeket. Ők olyan lelkes egyetemisták, akik fontosnak tartják, hogy ott segítsenek ahol tudnak. Feladatuknak érzik, hogy személyes példájukkal és tudásukkal támogassák a gyerekeket a gyógyulásuk felé vezető úton.
Az Amigos egy nagy közösség, ami egy közös értéken alapszik, a gyerekek segítésén. Ahhoz, hogy az Amigók barátként tudják a gyerekeket látogatni, fontos, hogy ők is ismerjék egymást, barátok legyenek. Ennek érdekében évente minimum két alkalommal összegyűlik az egész csapat, hogy minél jobban megismerjék egymást. Az Amigók fejlődését havi szupervíziók, pszichoedukációs- illetve éves szakmai táborok, Amigos Akadémiák is segítik.
Azért, hogy még több gyermek mosolyoghasson, az Amigók mellett a háttérben nap mint nap egy csapat dolgozik, ők az Amigo-felelősök, a szervezet munkavállalói. Emellett a különböző háttérfeladatokban (pl.:közösségi média kezelése, adománygyűjtés, különböző támogató projektek, közösségi események szervezése, tananyagfejlesztés) maguk az Amigók is részt vesznek, így a saját szakmai tapasztalataikat is bővíteni tudják.

## Díjak, elismerések
- 2016/17- PWC Másokról szól döntős
- 2018 -RTL Klub  Év embere-díj
- 2019- Bridge Budapest Edisonplatform Edison100- Cappy-díj
- 2021- Bride Budapest Edison100
- 2022 – TEVA Emberarcú egészségért Díj
- 2022 – Bridge Budapest Ediosn 100 lista
- 2023 – Etikus adománygyűjtő szervezet
- 2023 – Pro Voluntarius díj

## Médiamegjelenések
- Csakazértis- Fábián Sára – (Echo TV, 2016)
- Beteg gyerekeket segít az Amigos  (ATV, 2017)
- Beteg gyerek a kórházban-lehet másképp is (M5, 2017)
- Kórházba kerülni gyerekként a legrosszabb (Index, 2018)
- Négy éves az Amigos a gyerekekért Alapítvány (ATV,2018)
- Új helyszíneken az Amigók (Bonum Tv, 2019)
- Az Amigos csapata kapta az Év Embere-díjat – beteg gyerekekkel foglalkoznak (Szeretlek Magyarország, 2019)
- Akik többet adnak (Vodafone, 2019)
- Nem mehetnek nyaralni ezért a nyaralás jön hozzájuk. Index.hu, 2019. július 17.
- A gyerekeket nem hagyhatjuk cserben, csak máshogy látogatjuk őket – az Amigos a gyerekekért is online működik tovább (Forbes, 2020) Archiválva 2020. október 28-i dátummal a Wayback Machine-ben
- Menő pályázat az Amigostól és a Pokettől: a legjobb műveket ki is adják (Forbes, 2020)
- „Jött egy 180 fokos fordulat” – Segítenek és barátságot adnak (Népszava, 2020)
- Izgalmas LEGO kalandjátékot szerveznek nehéz helyzetű gyerekeknek és nagycsaládosoknak (Szeretlek Magyarország, 2020)
- Amigos a gyerekekért: Ahol a profitot mosolyban mérik (Így írok én, 2021)
- Magyar gimnazisták fejlesztettek ötletes nyelvtanuló appot beteg gyerekeknek. HVG.hu, 2021. augusztus 27.
- A cél, hogy 500 év múlva is működjünk (Stúdió Veszprém, 2021)

## További információ
- Az Amigos a Gyerekekért Alapítvány honlapja
- Az Amigos a Gyerekekért Alapítvány blogja (korábbi linken)